# Los Arrayanes nationalpark
Los Arrayanes nationalpark  är en nationalpark i Argentina.   Den ligger i provinsen Neuquén, i den sydvästra delen av landet, 1 400 km sydväst om huvudstaden Buenos Aires. Los Arrayanes nationalpark ligger 805 meter över havet. Den ligger vid sjön Lago Nahuel Huapí.
Terrängen runt Los Arrayanes nationalpark är varierad. Runt Los Arrayanes nationalpark är det mycket glesbefolkat, med 3 invånare per kvadratkilometer.. Närmaste större samhälle är Villa La Angostura, 11,3 km norr om Parque Nacional Los Arrayanes.